# Церковь Владимирская на Ржавце
Церковь Владимирская на Ржавце — недействующий православный храм в Туле.

## История
В XVII веке вблизи реки Ржавец в Никольской слободе была построена Георгиевская церковь. По письменным актам существование на этом месте храма Владимирской иконы Божией Матери стало известно с 1727 года. Во Владимирском храме был Георгиевский придел и  народ долгое время называл этот храм Георгиевским. В 1797 году священник Владимирской церкви и её прихожане, поскольку «церковь по малообширности великую имела тесноту», подали прошение разобрать имеющуюся трапезную с Георгиевским приделом и устроить новую, больших размеров, с двумя приделами: во имя образа Пресвятой Богородицы Троеручицы и во имя великомученика Георгия. Просьба была удовлетворена. Перестройку храма завершили через три с половиной года и в 1800 году приделы были освящены.
Новый иконостас во Владимирской церкви был устроен в 1856 году стараниями купца М. Я. Василькова и позолочен в 1859 году усердием церковного старосты М. И. Авраамова на сумму 4000 рублей; в это время (в 1858—1859 гг. здесь служил священник Филипп Богоявленский). В числе особо чтимых икон храма отмечался образ Спаса Вседержителя, списанный в 1747 году с чудотворной иконы, находившейся на Спасских воротах Московского кремля, и Тихвинская икона Божией Матери, привезенная из Тихвина в том же году.

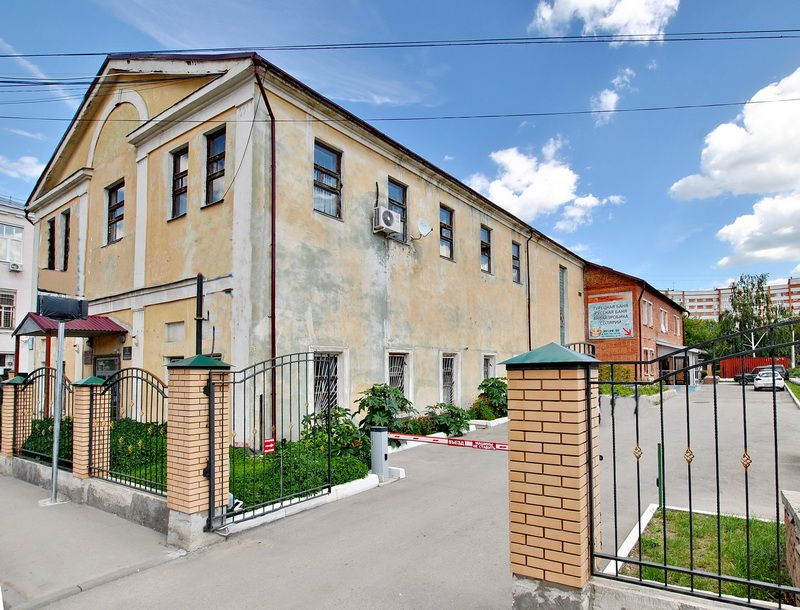
Современный вид здания

Колокольню, строительство которой началось одновременно с приделами, возвели к 1806 году. На ней было 8 колоколов. Самый большой из них, в 361 пуд, был изготовлен в 1863 году на деньги, собранные прихожанами. Наибольшую сумму пожертвовали Иван и Петр Михайловичи Васильковы. Церковный староста купец Петр Степанович Корсунский взял на себя расходы «по утверждению нового колокола на колокольне» и на украшение церкви 900 рублей. Его сыновья и наследники Александр, Павел и Иван устроили вокруг церкви чугунную ограду, обошедшуюся им в пять тысяч рублей. В 1895 году при храме открылась церковноприходская школа.
Церковь была закрыта согласно постановлению президиума Мособлисполкома от 16 февраля 1930 года. Инициатором закрытия храма выступил Тулгосрабфак, который пожелал приспособить его под библиотеку и читальню. После значительных перестроек от здания храма остались фундамент, подвалы и часть стен. В 1961 году в бывшем храме размещалось «Заготзерно». В 1991 году здание было поставлено на госохрану в качестве памятника истории и культуры регионального значения. Сегодня в нём находится ПАО «Тулахлебопродукт» и управление Государственной хлебной инспекции по Тульской области.